# Delias bosnikiana
Delias bosnikiana is een vlindersoort uit de familie van de Pieridae (witjes), onderfamilie Pierinae.
Delias bosnikiana werd in 1915 beschreven door Joicey & Noakes.